# Christina van Bolsena
Christina van Bolsena (gestorven: 304) ook bekend als Christina van Tyrus en in de oosters-orthodoxe kerken als Christina de Grote Martelares is een martelares uit de 4e eeuw.
De afkomst van Christina van Bolsena is onzeker. Volgens de oosterse tradities is ze geboren in Tyrus in het huidige Libanon. Volgens de westerse traditie is ze geboren in Perzië. Haar Italiaanse achternaam is het gevolg van een vroege verering in Bolsena (Italië). De kerk van Sint Christina in Bolsena kreeg bekendheid door het eucharistisch mirakel van Bolsena dat zich daar in 1263 zou hebben voorgedaan.

## Legende
De legende over Christina van Bolsena vertelt dat een jonge en mooie vrouw verschillende zware martelingen onderging vanwege haar vader, omdat ze niet wilde offeren aan heidense goden en het christendom niet wilde verloochenen. Toen haar vader stierf, zette een Romeinse magistraat het werk voort, maar God zorgde ervoor dat haar folteraars voortijdig stierven. Uiteindelijk stierf ze zelf door een lanssteek.

## Relieken
De Italiaanse plaatsen Toffia en Palermo beweren beide dat ze in het bezit zijn van de relieken van Christina van Bolsena.